# Aglais adumbrata
Aglais adumbrata är en fjärilsart som beskrevs av Raynor 1909. Aglais adumbrata ingår i släktet Aglais och familjen praktfjärilar. Inga underarter finns listade i Catalogue of Life.